# Картопляний крохмаль

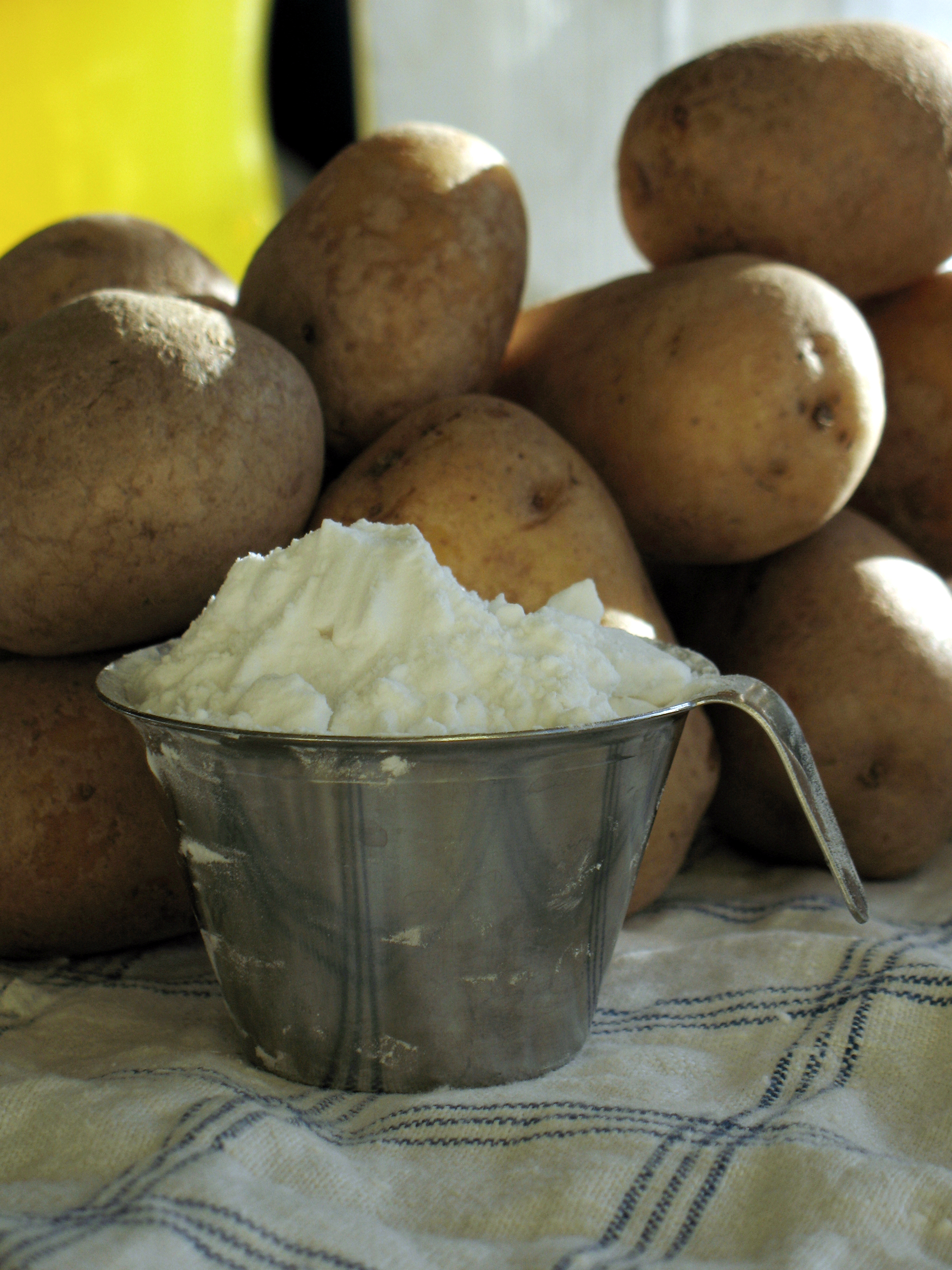
Картопляний крохмаль (спереду)

Картопля́ний крохма́ль (C6H10O5)n — крохмаль добутий з клітин бульб картоплі. За зовнішнім виглядом це однорідний порошок, без грудочок і крупинок, без сторонніх запахів і присмаку, не хрустить при розжовуванні, білого кольору з кристалічним блиском у сортах екстра і вищому, з сіруватим відтінком — у 2-му ґатунку.

Відомо, що картопляний крохмаль етерифікується до глюкозних залишків, тоді як з крохмалями зернових культур цього не відбувається.

## Добування

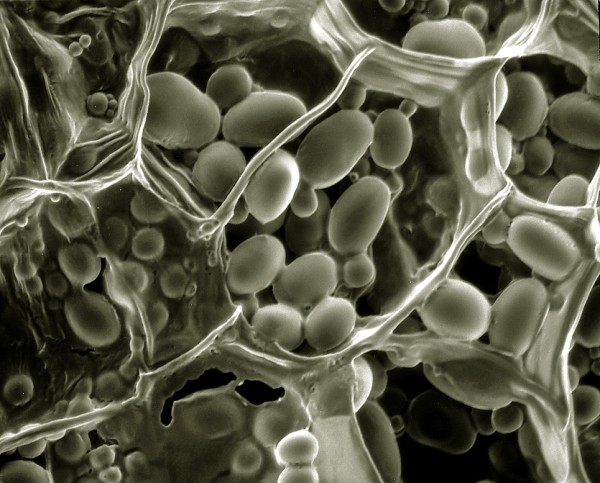
Гранули крохмалю у клітинах бульби картоплі (СЕМ)

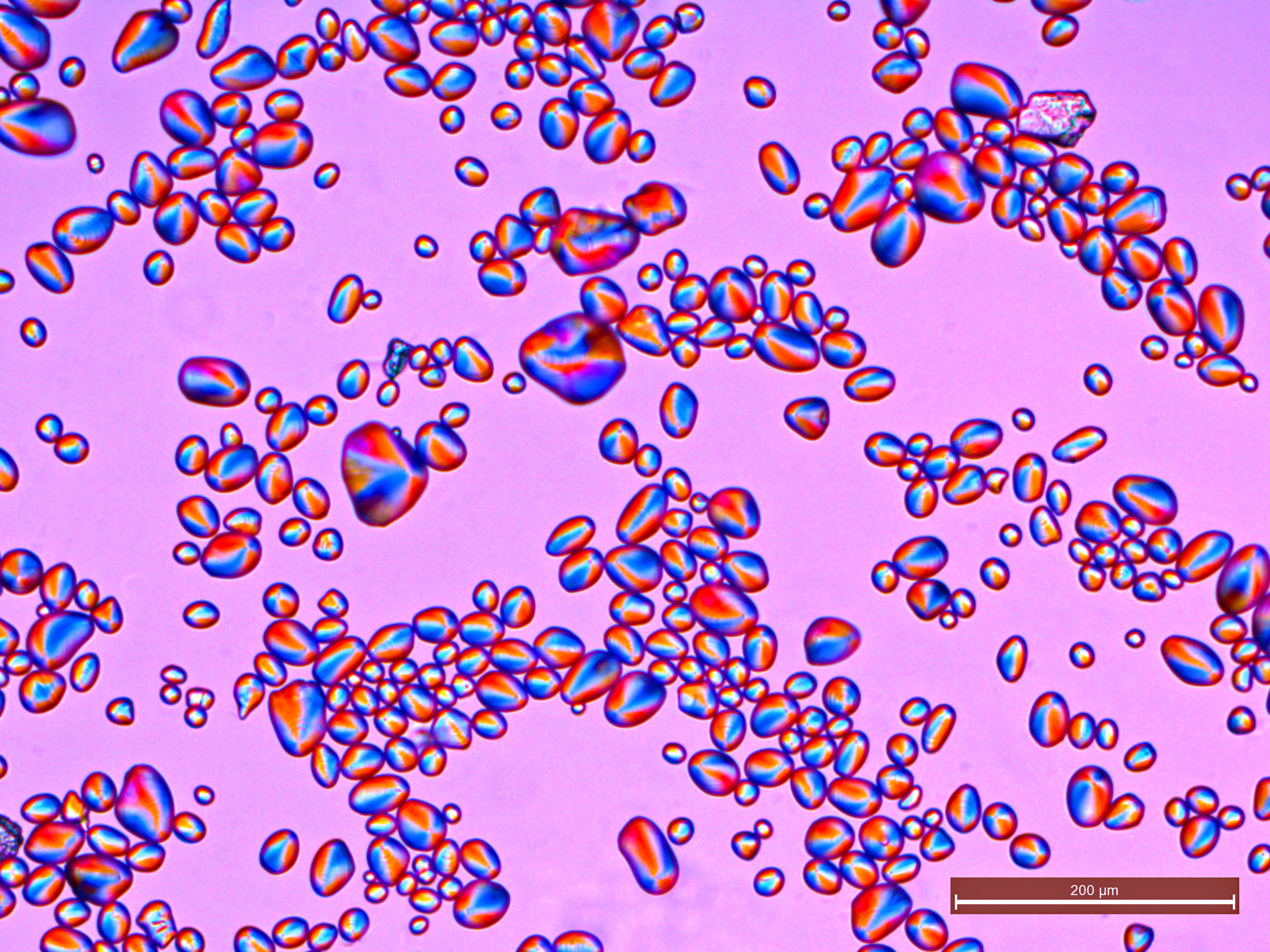
Картопляний крохмаль (оптичний мікроскоп, поляризоване світло, збільшення 100х

Клітини бульб картоплі містять гранули крохмалю (лейкопласти). Щоб його добути, картоплю подрібнюють для випускання крохмальних зерен зі зруйнованих клітин. Потім крохмаль промивають і сушать в порошок.
При дослідженні під мікроскопом з використанням суміші рівних об’ємів гліцерину та дистильованої води, картопляний крохмаль у вигляді прозорих, безбарвних гранул неправильної, яйцеподібної або грушоподібної форми, як правило, від 30 мкм до 100 мкм, але іноді перевищують 100 мкм, або округлі, від 10 мкм до 35 мкм. Крохмальні гранули проявляють характерні темні хрести у поляризованому світлі.
Для деяких цілей важливо просіювати крохмаль і одержувати фракції певного розміру. Дрібний крохмаль, наприклад, має переваги при використанні в паперовій промисловості, а крупнозернистий — при модифікації крохмалю і при його використанні для фільтрації.

## Ґатунки
Картопляний крохмаль виробляють чотирьох ґатунків: екстра, вищий, і-й, 2-й ґатунки. Масова частка золи не повинна перевищувати 0,3% (від сухої речовини), вологи — не більше ніж 20%.

## Використання
Крохмаль картоплі використовують для виробництва більш 500 найменувань продукції харчової, паперової, текстильної, деревообробної, будівельної, керамічної, хімічної і фармацевтичної індустрії.